# Agua Escondida, Taxco de Alarcón
Agua Escondida är en ort i Mexiko.   Den ligger i kommunen Taxco de Alarcón och delstaten Guerrero, i den sydöstra delen av landet, 110 km sydväst om huvudstaden Mexico City. Agua Escondida ligger 2 424 meter över havet och antalet invånare är 104.
Terrängen runt Agua Escondida är kuperad åt sydväst, men åt nordost är den bergig. Agua Escondida ligger uppe på en höjd. Runt Agua Escondida är det ganska tätbefolkat, med 139 invånare per kvadratkilometer. Närmaste större samhälle är Taxco de Alarcón, 5,4 km sydost om Agua Escondida. I omgivningarna runt Agua Escondida växer huvudsakligen savannskog.